# جیوسپه میلانو

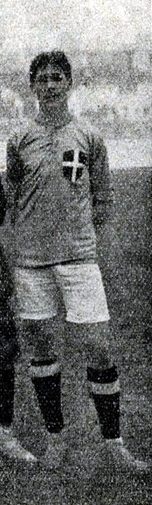
جوزپه میلانو

جوزپه میلانو (به ایتالیایی: Giuseppe Milano) بازیکن فوتبال و اهل ایتالیا است که از سال ۱۹۱۱ میلادی عضو تیم ملی فوتبال ایتالیا بوده و در ۱۱ بازی ملی حضور داشته‌است. او در بازی‌های ملی‌اش گلی به ثمر نرساند.
جوزپه میلانو آخرین بازی ملی خود را در سال ۱۹۱۴ میلادی انجام داد.